# Tomás García Angulo
Tomás García Angulo (Bogotá, 1926 - Miami, 2006) fue un odontólogo y cirujano oral y maxilofacial colombiano relacionado con el nacimiento de la cirugía maxilofacial en Colombia.

## Educación Inicial
Bachiller del colegio de La Salle y odontólogo de la Universidad Nacional en 1950, con estudios avanzados en Estados Unidos, García Angulo es uno de los cirujanos maxilofaciales más reconocidos en América Latina. Este cirujano comenzó cuando se incorporó a las Fuerzas Armadas de Colombia e hizo parte del Móvil Army Surgical Hospital (MASH) sirviendo en el puesto de primeros auxilios de 1952 a 1953 en la guerra de Corea. Al regresar a Colombia el Hospital Militar lo nombró jefe del servicio de cirugía oral, cargo en el que se desempeñó desde septiembre de 1953 hasta enero de 1957.

## Formación en Estados Unidos
En 1957 viajó a Estados Unidos para iniciar su formación como cirujano maxilofacial, donde permaneció hasta 1962. Tomás García Angulo se especializó en medicina oral en el Instituto Médico de la Universidad de Alabama (1957) y posteriormente en cirugía maxilofacial en Northwestern University (1957-1959), realizando la práctica hospitalaria en el Passavant Memorial Hospital bajo la supervisión del profesor Orian Stuteville y en el Chicago Cook County Hospital. De 1959 a 1961 fue residente de anestesia general en el Carle Hospital en Illinois.

## Regreso a Colombia y vida académica
De regreso a Colombia, en 1962, presentó un programa para residencia en el Hospital Militar que fue aprobado por el Ministerio de Defensa en primera instancia y posteriormente por la Asociación Colombiana de Facultades de Medicina (Ascofame) y Odontología (ACFO). El programa fue diseñado para un tiempo total de estudios de tres años y se inició en 1963 con Jorge Vidal Márquez y Luis Alberto Campos. Más tarde ingresó el boliviano Guido Cano Antesana. Por los mismos años organizó el servicio de cirugía maxilofacial como adjunto al de ortopedia y traumatología en el hospital San Juan de Dios, contando para ello con la colaboración de los profesores Enrique Botero Marulanda y Jaime Quintero Esguerra, quienes tenían bajo su dirección el servicio de ortopedia. En 1966 se vinculó a la Universidad Javeriana como profesor de cirugía y organizó la sección de maxilofacial en la Facultad de Medicina. En el hospital La Misericordia organizó la clínica de labio leporino y paladar hendido. Fue fundador de la sección de cirugía oral y maxilofacial en el hospital San Juan de Dios y además organizó los servicios de cirugía maxilofacial en la clínica de la Policía y en el ISS.
En 1969 se retiró del servicio activo del Ejército Nacional de Colombia con el rango de coronel, además renunció al Hospital Militar para aceptar la decanatura académica de la Facultad de Odontología de la Universidad Javeriana y entonces el doctor Waldemar Wilhelm dejó su cargo en el hospital San José para dirigir el servicio en el Hospital Militar. En 1972, año en el que fue nombrado decano de la Facultad de Odontología de la Universidad Javeriana, diseñó una sala quirúrgica localizada en el hospital de San Ignacio. La idea fundamental de esta sala fue enseñarles a los estudiantes el manejo del paciente bajo anestesia general y la conducta en el quirófano. Con este servicio los estudiantes javerianos ingresaron al medio intrahospitalario y muchos se motivaron con el aprendizaje y práctica del paciente comprometido a nivel sistémico. Fue miembro activo de la Asociación Colombiana de Cirugía Oral y Maxilofacial.
Además de su huella indeleble en Colombia, Tomás García recibió múltiples invitaciones para conferencias y para colaborar en el diseño de programas, entre ellos los de las universidades de Antioquia y Cartagena. Falleció en Miami en julio de 2006.